# Reichenau (Carintia)
Reichenau es un municipio de Carintia.

## Situación
Se ubica en el distrito de Feldkirchen perteneciente al estado federado de Carintia, en Austria .Limita al norte con Predlitz-Turrach, al este con Albeck, al sur con Arriach y al oeste con Bad Kleinkirchheim. Al oeste del municipio fluye el río Gurk.

## Historia

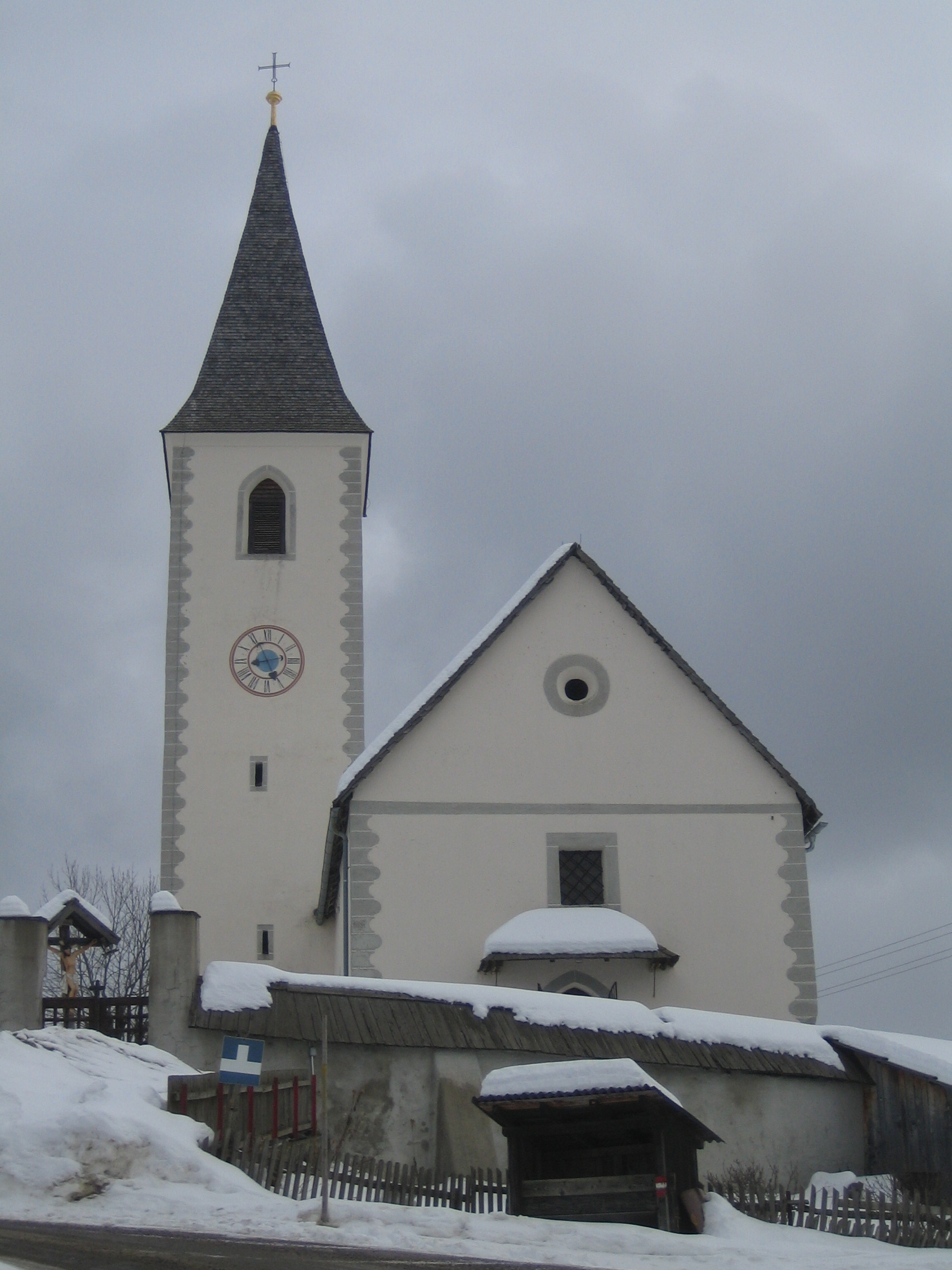
Iglesia parroquial de San Lorenzo

Desde la Edad de Bronce diferentes pueblos fueron poblando la zona de Reichenau. En la época de los romanos la actual Reichenau formaba parte del reino Nórico. En el siglo VI los eslavos colonizaron el valle del río Gurk. En el año 1000 llegaron los bávaros. 
El nombre de Reichenau aparece por primera en un documento del año 1332.

## Demografía
Según datos del año 2001, Reichenau cuenta con 2.029 habitantes de los cuales un 97% poseen la nacionalidad austríaca.
El 51% de sus habitantes son varones frente al 49% de mujeres.
La mayoría de la población profesa la religión católica (79,9%) mientras que el 15,8% es protestante. Sólo un 3% es ateo.

## Lugares de interés

### Iglesias
- Iglesia de San Lorenzo : la más alta de Carintia
- Iglesia de Santa Ana: junto a la iglesia de San Lorenzo
- Iglesia de Santa Margarita
- Iglesia de San Martín

## Escudo
Reichenau posee un escudo oficial desde el 20 de enero de 1986.
A la izquierda del escudo se muestra la iglesia de San Lorenzo, la más antigua del municipio. A la derecha se representa una gentiana de Koch (Gentiana acaulis), típica de las regiones alpinas.

## Enlaces
- Wikimedia Commons alberga una galería multimedia sobre Reichenau.

- Datos: Q662068
- Multimedia: Reichenau (Kärnten) / Q662068